# 賈可比尼-秦諾彗星
21P/賈可比尼-秦諾彗星（Comet Giacobini-Zinner）是太陽系內的一顆週期彗星。

## 觀測歷史
這顆彗星在1900年12月20日被法國尼斯的米歇爾·賈可比尼在寶瓶座內發現。在兩度回歸之後， 安斯特·秦諾才在1913年10月23日於德國的班貝格觀測變星時在盾牌座β附近再度發現這顆彗星。
當它再度出現時，它的視星等可以達到7-8等，但是在1946年經歷了一系列的爆發，使它明亮到5等。它是十月天龍座流星雨的母體。目前，這顆彗星與地球-最小交會距離（MOID）為0.035 AU（5,200,000 km；3,300,000 mi）。

## 探測
賈可比尼-秦諾彗星是太空船國際彗星探險者號的目標之一 。這艘太空船在1985年9月11日飛越它的離子尾。此外，日本太空機構的官員曾企圖讓行星季太空船先鋒號（Sakigake）在1988年與賈可比尼-秦諾彗星接觸，但因為這艘太空船缺乏佈署所需要的燃料而作罷。

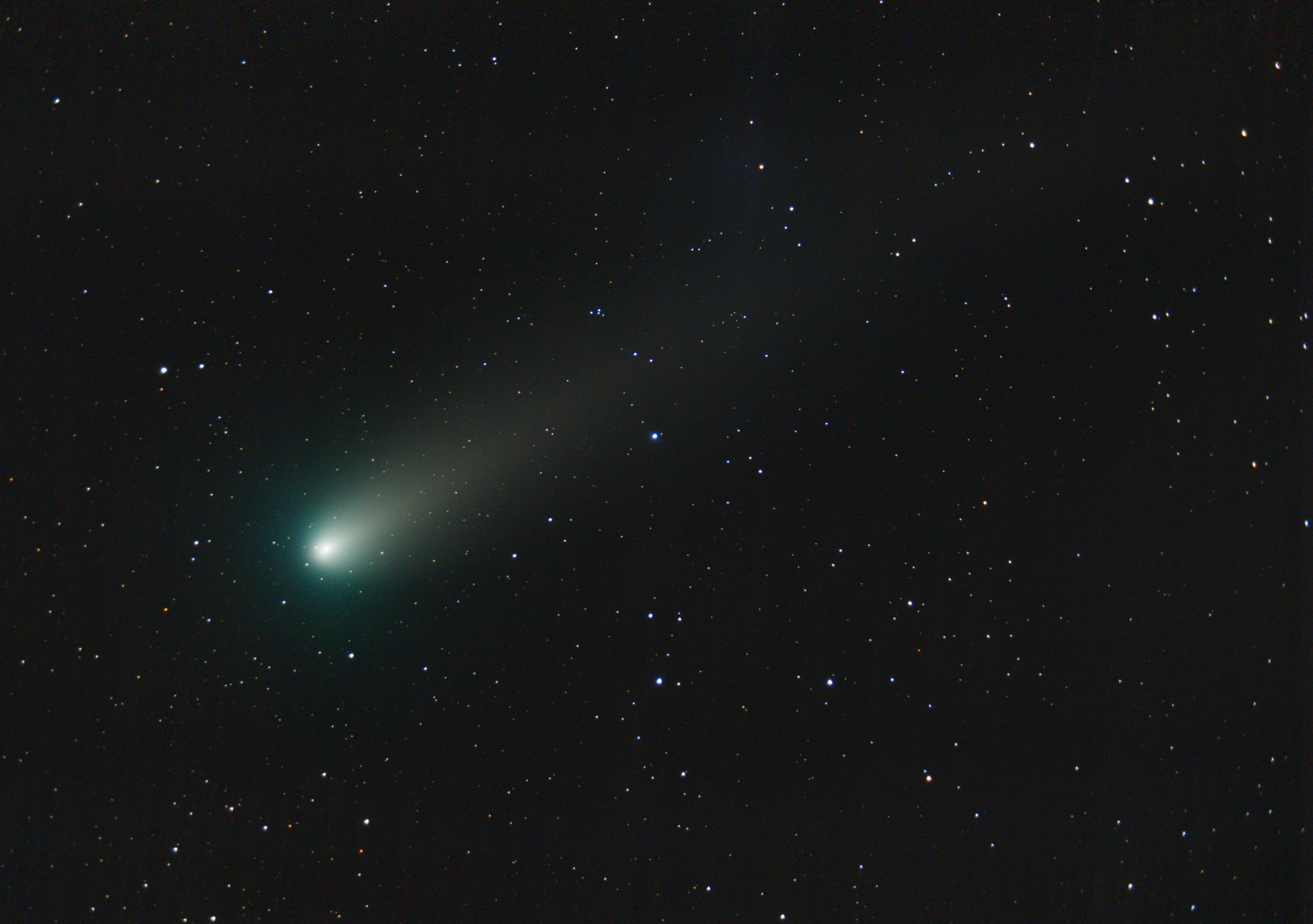
2018年9月9日在蘇聯的莫斯科近郊拍攝的賈可比尼-秦諾彗星。

估計彗核的直徑大約是2.0公里。

## 外部連結
- Orbital simulation （页面存档备份，存于） from JPL (Java) / Horizons Ephemeris （页面存档备份，存于）
- 21P/Giacobini-Zinner （页面存档备份，存于） – Seiichi Yoshida @ aerith.net
- 21P at Kronk's Cometography （页面存档备份，存于）
- Comet 21P - Comet Watch （页面存档备份，存于）

| 週期彗星                  | 週期彗星          | 週期彗星                  |
| ------------------------- | ----------------- | ------------------------- |
| 前一顆彗星 20D/韋士伐彗星 | 賈可比尼-秦諾彗星 | 後一顆彗星 22P/卡普夫彗星 |
| 週期彗星列表              |                   |                           |